# التیام استخوان

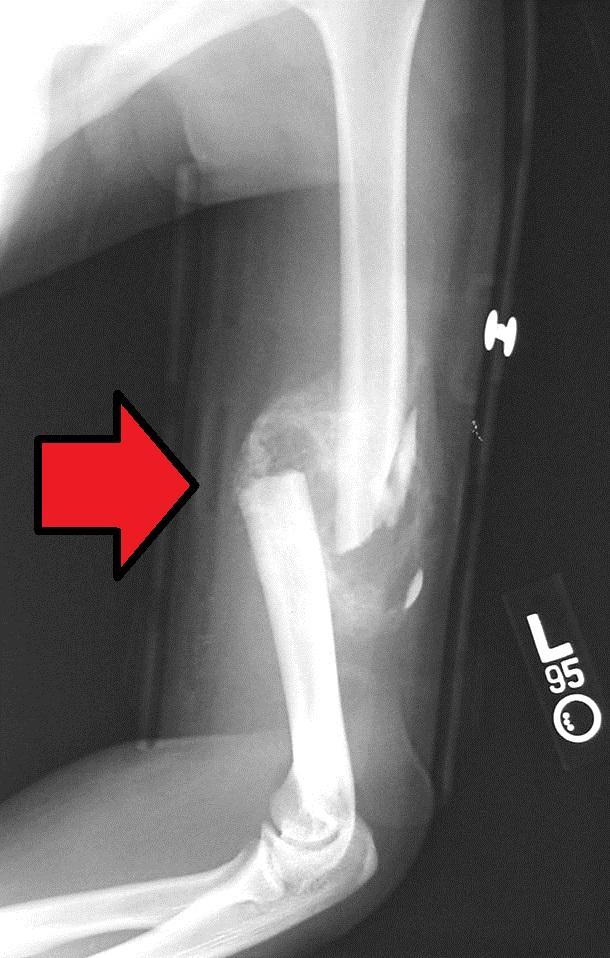
همانطور که در تصویر با اشعه ایکس مشخص است، یک استخوان دچار شکستگی، با تشکیل کالوس در حال التیام است.

التیام استخوان، یا التیام شکستگی، فرایندی فیزیولوژیکی و رشدی-تکثیری است که در آن ترمیم شکستگی استخوان تسهیل می شود.
عموماً، درمان شکستگی استخوان شامل این مراحل است: پزشک با فشاردادن استخوان‌های از جا در رفته به مکانش، از طریق جابجایی با یا بدون بیهوشی، پایدارسازی موقعیتش برای کمک به یکی شدنشان، و سپس انتظار برای انجام فرایند التیام طبیعی استخوان.
مشخص شده که تغذیه کافی روی یکپارچگی ترمیم شکستگی، اثر قابل توجهی دارد. سن، نوع استخوان، دارودرمانی و آسیب‌های استخوانی از پیش موجود، عواملی هستند که بر روی التیام اثرگذارند. نقس التیام استخوان، تولید استخوان جدیدی بدون اثر جراحت یا زخمی است که اغلب در بافت های دیگر دیده می شود، چرا که چنین اثری موجب ضعف ساختاری یا بدشکلی می گردد.
فرایند بازتولید کل استخوان، بستگی به زاویه جابجایی یا شکستگی دارد. در حالی که تشکیل اسjخوان اغلب کل فرایند التیام را در بر می گیرد، در برخی موارد، مغز استخوان در قسمت شکستگی، یک الی دو هفته قبل از مرحله آخر بازمدلسازی التیام پیدا می کند.
در حالی که ثابت کردن (جلوگیری از تحرک) محل شکستگی و جراحی ممکن است التیام را تسهیل کند، در نهایت شکستگی از طریق فرایندهای فیزیولوژیکی التیام می یابد. فرایند التیام عمدتاً توسط پری‌استیوم (برون‌است) (غشاء بافت همبندی که استخوان را پوشش می دهد) تعیین می شود. پری‌استیوم یکی از منابع سلول‌های پیش‌سازی است که به کندروبلاست و استئوبلاست‌ها تکوین پیدا کرده و برای التیام استخوان ضروری اند. منابع سلول‌های پیش‌ساز، مغز استخوان (هنگامی که حاضر باشد)، اندوستئوم (درون‌است)، رگ خونی کوچک، و فیبروبلاست می باشد.

## ارجاعات
1. ↑  Susan E. Brown, PhD. "How to Speed Fracture Healing" (PDF). Center for Better Bones. Archived from the original (PDF) on 20 January 2013. Retrieved 12 March 2021. While no scientist has yet conducted a clinical trial using all 20 key nutrients for fracture healing, several studies have found multi-nutrient therapy to reduce complication and accelerate fracture healing.
2. ↑  Gomez-Barrena E, Rosset P, Lozano D, Stanovici J, Ermthaller C, Gerbhard F. Bone fracture healing: Cell therapy in delayed unions and nonunions. Bone. 2015;70:93–101.
3. ↑  Ferretti C, Mattioli-Belmonte M. Periosteum derived stem cells for regenerative medicine proposals: Boosting current knowledge. World Journal of Stem Cells. 2014;6(3):266-277. doi:10.4252/wjsc.v6.i3.266.